# Belinda Cordwell
Belinda Cordwell (Wellington, 21 september 1965) is een voormalig tennisspeelster uit Nieuw-Zeeland. Zij speelt rechtshandig en heeft een tweehandige backhand. Zij was actief in het proftennis van 1982 tot en met 1991.

## Loopbaan

### Enkelspel
Cordwell debuteerde in 1982 op het Fed Cup-toernooi. Zij stond in 1983 voor het eerst in een finale, op het ITF-toernooi van Newcastle (Australië) – hier veroverde zij haar eerste titel, door de Amerikaanse Dee-Ann Hansel te verslaan. In totaal won zij vijf ITF-titels, de laatste in 1987 in Adelaide (Australië).
In 1985 kwalificeerde Cordwell zich voor het eerst voor een WTA-hoofdtoernooi, op het toernooi van Newport. Zij bereikte er de kwartfinale. Zij stond in 1989 voor het eerst in een WTA-finale, op het toernooi van Auckland – zij verloor van de Amerikaanse Patty Fendick. Later dat jaar veroverde Cordwell haar enige WTA-titel, op het toernooi van Singapore, door de Japanse Akiko Kijimuta te verslaan.
Haar beste resultaat op de grandslamtoernooien is het bereiken van de halve finale, op de Australian Open van 1989. Haar hoogste positie op de WTA-ranglijst is de zeventiende plaats, die zij bereikte in december 1989.

### Dubbelspel
Cordwell behaalde in het dubbelspel betere resultaten dan in het enkelspel. Zij debuteerde in 1984 op het ITF-toernooi van Lee-on-Solent (VK) samen met de Amerikaanse Julie Filkoff. Twee weken later stond zij voor het eerst in een finale, op het ITF-toernooi van Flemington (VS), samen met haar landgenote Julie Richardson – hier veroverde zij haar eerste titel, door het Amerikaanse duo Beverly Bowes en Becky Callan te verslaan. In totaal won zij elf ITF-titels, de laatste in 1988 in York (VS).
In 1984 speelde Cordwell voor het eerst op een WTA-hoofdtoernooi, op het toernooi van Brisbane, samen met landgenote Julie Richardson. Zij stond in 1985 voor het eerst in een WTA-finale, op het toernooi van Japan, weer samen met Julie Richardson – hier veroverde zij haar eerste titel, door het koppel Laura Gildemeister en Beth Herr te verslaan. In totaal won zij twee WTA-titels, de laatste in 1989 in Singapore, samen met de Australische Elizabeth Smylie.
Haar beste resultaat op de grandslamtoernooien is het bereiken van de derde ronde. Haar hoogste positie op de WTA-ranglijst is de 35e plaats, die zij bereikte in mei 1989.

## Posities op deWTA-ranglijst
Positie per einde seizoen:
| jaar | rang enkelspel | rang dubbelspel |
| ---- | -------------- | --------------- |
| 1991 | 218            | 159             |
| 1990 | 95             | 66              |
| 1989 | 17             | 51              |
| 1988 | 61             | 57              |
| 1987 | 125            | 72              |
| 1986 | 217            | 114             |
| 1985 | 70             | –               |
| 1984 | 211            | –               |

## Palmares
| Legenda                |
| ---------------------- |
| Grandslamtoernooi      |
| Olympische Spelen      |
| Year-End Championships |
| Tier I                 |
| Tier II                |
| Tier III               |
| Tier IV & V            |

### WTA-finaleplaatsen enkelspel
| nr.              | finale     | toernooi      | ondergrond | tegenstandster | score    |
| ---------------- | ---------- | ------------- | ---------- | -------------- | -------- |
| gewonnen finales |            |               |            |                |          |
| 1.               | 1989-04-16 | WTA Singapore | hardcourt  | Akiko Kijimuta | 6-1, 6-0 |
| verloren finales |            |               |            |                |          |
| 1.               | 1989-02-05 | WTA Auckland  | hardcourt  | Patty Fendick  | 2-6, 0-6 |

### WTA-finaleplaatsen vrouwendubbelspel
| nr.              | finale     | toernooi          | ondergrond | partner             | tegenstandsters                 | score         |
| ---------------- | ---------- | ----------------- | ---------- | ------------------- | ------------------------------- | ------------- |
| gewonnen finales |            |                   |            |                     |                                 |               |
| 1.               | 1985-10-20 | WTA Japan (Tokio) | hardcourt  | Julie Richardson    | Laura Gildemeister Beth Herr    | 6-4, 6-4      |
| 2.               | 1989-04-16 | WTA Singapore     | hardcourt  | Elizabeth Smylie    | Ann Henricksson Beth Herr       | 6-7, 6-2, 6-1 |
| verloren finales |            |                   |            |                     |                                 |               |
| 1.               | 1988-02-07 | WTA Wellington    | hardcourt  | Julie Richardson    | Patty Fendick Jill Hetherington | 3-6, 3-6      |
| 2.               | 1988-04-24 | WTA Taipei        | tapijt (i) | Julie Richardson    | Patty Fendick Ann Henricksson   | 2-6, 6-2, 2-6 |
| 3.               | 1988-06-19 | WTA Eastbourne    | gras       | Dianne Van Rensburg | Eva Pfaff Elizabeth Smylie      | 3-6, 6-7      |

## Prestatietabel grandslamtoernooien
| Legenda | Legenda                          |
| ------- | -------------------------------- |
| g.t.    | geen toernooi gehouden           |
| l.c.    | lagere categorie                 |
| –       | niet deelgenomen                 |
| G       | uitgeschakeld in de groepsfase   |
| 1R      | uitgeschakeld in de eerste ronde |
| 2R      | uitgeschakeld in de tweede ronde |
| 3R      | uitgeschakeld in de derde ronde  |
| 4R      | uitgeschakeld in de vierde ronde |
| KF      | uitgeschakeld in de kwartfinale  |
| HF      | uitgeschakeld in de halve finale |
| F       | de finale verloren               |
| W       | het toernooi gewonnen            |
| w-v     | winst/verlies-balans             |

### Enkelspel
| Toernooi        | 1985 | 1986 | 1987 | 1988 | 1989 | 1990 | 1991 |
| --------------- | ---- | ---- | ---- | ---- | ---- | ---- | ---- |
| Australian Open | 2R   | g.t. | 2R   | 4R   | HF   | –    | 1R   |
| Roland Garros   | –    | 1R   | –    | –    | –    | –    | –    |
| Wimbledon       | –    | 1R   | 3R   | 3R   | –    | 1R   | –    |
| US Open         | 3R   | –    | –    | 1R   | –    | 2R   | –    |

### Vrouwendubbelspel
| Toernooi        | 1984 | 1985 | 1986 | 1987 | 1988 | 1989 | 1990 | 1991 |
| --------------- | ---- | ---- | ---- | ---- | ---- | ---- | ---- | ---- |
| Australian Open | –    | 2R   | g.t. | 3R   | 2R   | 3R   | –    | 2R   |
| Roland Garros   | –    | –    | 1R   | –    | –    | –    | –    | –    |
| Wimbledon       | –    | 1R   | 2R   | 3R   | 1R   | –    | 1R   | 1R   |
| US Open         | 1R   | –    | 1R   | 2R   | 2R   | –    | 2R   | 1R   |

### Gemengd dubbelspel
| Toernooi        | 1986 | 1987 | 1988 | 1989 |    | 1991 |
| --------------- | ---- | ---- | ---- | ---- | -- | ---- |
| Australian Open | g.t. | 2R   | 1R   | 1R   | 1R |      |
| Roland Garros   | –    | –    | –    | –    | –  |      |
| Wimbledon       | 1R   | 3R   | –    | –    | 2R |      |
| US Open         | –    | –    | –    | –    | –  |      |